# Comuna Botanicine, Rozdolne
Botanicine (în ucraineană Ботанічне) este o comună în raionul Rozdolne, Republica Autonomă Crimeea, Ucraina, formată din satele Botanicine (reședința), Cervone și Kumove.

## Demografie
Componența lingvistică a comunei Botanicine
     Rusă (68,83%)
     Ucraineană (25,22%)
     Tătară crimeeană (5,47%)
     Alte limbi (0,19%)
Conform recensământului din 2001, majoritatea populației comunei Botanicine era vorbitoare de rusă (68,83%), existând în minoritate și vorbitori de ucraineană (25,22%) și tătară crimeeană (5,47%).